# Victor Augagneur

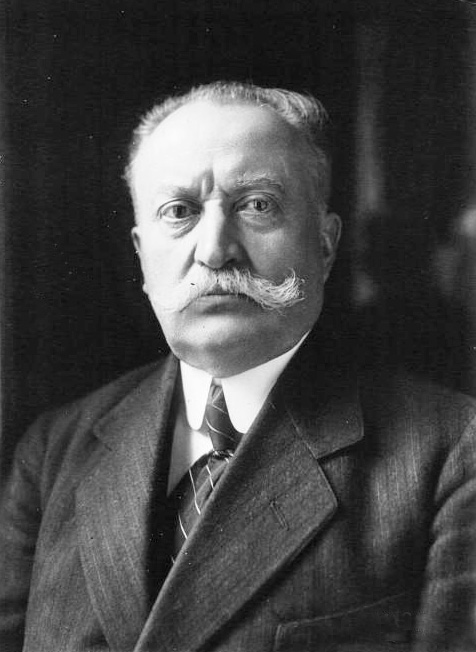
Victor Augagneur 1914

Jean Victor Augagneur (* 16. Mai 1855 in Lyon; † 23. April 1931 in Le Vésinet, Département Yvelines) war ein französischer Arzt und Politiker.

## Biografie
Augagneur entstammt einer kleinbürgerlichen Familie aus dem Brionnais. Er studierte im Priesterseminar von Semur-en-Brionnais, bevor er die medizinische Laufbahn einschlug.
Er war zunächst kommunalpolitisch tätig und zuletzt von 1900 bis 1905 Bürgermeister von Lyon. 1906 wurde er zum Generalgouverneur der Kolonie Madagaskar ernannt und behielt dieses Amt bis 1909. 1911 wurde er von Premierminister Joseph Caillaux als Minister für öffentliche Arbeiten, Post und Telegrafie in dessen bis 1912 amtierende Regierung berufen.
Vom 13. Juni bis zum 3. August 1914 war er Minister für öffentlichen Unterricht und Schöne Künste im Kabinett von Premierminister René Viviani. Nach einer Kabinettsumbildung war er daraufhin bis 29. August 1915 Marineminister in Vivianis Regierung. Nachfolger als Unterrichtsminister wurde Albert Sarraut.
1920 wurde er Generalgouverneur der Kolonie Französisch-Äquatorialafrika und behielt dieses Amt bis 1923.

## Schrift
- Victor Augagneur: Erreurs et brutalités coloniales. éditions Montaigne, Paris 1927 (s:fr:Erreurs et brutalités coloniales).
  - Neuauflage éditions Les Nuits rouges, Paris, 2010, ISBN 978-2-913112-41-4